# Asparagus equisetoides
Asparagus equisetoides — вид рослин із родини холодкових (Asparagaceae).

## Біоморфологічна характеристика
Дуже гіллястий кущ, 45–90 см заввишки, з багатоголовим бульбоподібним дерев'янистим коренем.

## Середовище проживання
Ендемік Анголи.
Населяє піщані місця на берегах річок.